# Brölerhütte
Brölerhütte ist ein Stadtteil der Stadt Waldbröl im Oberbergischen Kreis im südlichen Nordrhein-Westfalen Deutschland innerhalb des Regierungsbezirks Köln.

## Lage und Beschreibung
Das Dorf liegt etwa 3,9 km nördlich vom Stadtzentrum entfernt.

## Geschichte

### Erstnennung
1810 wurde der Ort das erste Mal urkundlich erwähnt.